# Hotînivka, Nosivka
Hotînivka (în ucraineană Хотинівка) este o comună în raionul Nosivka, regiunea Cernihiv, Ucraina, formată numai din satul de reședință.

## Demografie
Componența lingvistică a comunei Hotînivka
     Ucraineană (99,28%)
     Alte limbi (0,72%)
Conform recensământului din 2001, majoritatea populației comunei Hotînivka era vorbitoare de ucraineană (99,28%), existând în minoritate și vorbitori de alte limbi.